# Lenguas sudánicas
Las lenguas sudánicas o hipótesis sudánica fue una propuesta del lingüista Diedrich Westermann en su clasificación de las lenguas africanas que postulaba el parentesco filogenético la mayoría de lenguas del Sahel. Actualmente se considera que en realidad las lenguas sudánicas incluyen lenguas pertenecientes a dos grupos de lenguas diferentes. El trabajo de Westermann, aunque considerado exacto globalmente, fue muy importante, y en él se basó Greenberg para establecer su clasificación de las lenguas africanas, ampliamente aceptada a pesar de ciertas dificultades prácticas.
El propio Westermann consideraba que dicha familia tenía dos ramas: el sudánico oriental y el sudánico occidental. Actualmente, el sudánico oriental de Westermann (dividido modernamente en sudánico central y sudánico oriental propiamente dicho) se sigue considerando una unidad filogenética válida perteneciente a las lenguas nilo-saharianas. Por otra parte, las lenguas sudánicas occidentales se clasifican actualmente entre las lenguas Níger-Congo y las lenguas saharianas (incluidas dentro de las lenguas nilo-saharianas). 